# Skateball
Skateball (aussi connu comme Skate Wars) est un jeu vidéo de sport futuriste, mélange de patins à glace et de football. Il a été développé et édité par Ubisoft en 1988 pour la version française, et 1990 pour la version anglaise ainsi que pour la version américaine édité par Epyx. Il est à noter que la version française sur Atari ST donne en piste 78 un détail d'importance: 
"Ce programme a été écrit dans un premier temps en STOS, puis réécrit par Hervé DUDOGNON pour lui donner avec les graphismes d'Orou MAMA ce côté arcade comme on les aimes". Le jeu existe donc en 3 versions différentes : une beta écrite en STOS, une version Française avec des textes français et anglais, et la version UK éditée par Ubisoft UK et la version US éditée par Epyx en 1990.
Le terrain de jeu fait la taille de 3 écrans et l'écran central contient des obstacles divers constitués dynamiquement à partir d'une bibliothèque de sprites. La partie ajoutée en bas contient les visages des joueurs sélectionnés (qui sont les numérisations des visages des personnes qui ont participé au développement du jeu dans le studio de développement ubi du château de la grée de callac)

## Système de jeu
Deux équipes de trois joueurs chacune sont sélectionnées dans une liste de joueurs aux caractéristiques différentes (vitesse, force). Cette sélection étant automatique lorsque le joueur adverse choisi est l'ordinateur.
L'objectif consiste à marquer un but dans les cages de l'équipe adverse. Un joueur peut rentrer en collision avec un autre joueur pour le faire tomber ou le pousser contre un obstacle mortel ou dans une fosse. Pour ces dernières il est d'ailleurs possible au joueur de sauter par-dessus. Sur certaines versions, un scroll vertical permet de montrer les gradins et les panneaux de score lorsqu'un but est marqué ou qu'un joueur meurt.

## Accueil
- Computer and Video Games : 72 % (CPC)[1]